# Circondario di Preußisch Eylau
Il circondario di Preußisch Eylau era un circondario tedesco, nella regione della Prussia Orientale. Esistette dal 1818 al 1945.

## Suddivisione
Al 1º gennaio 1945 il circondario comprendeva le città di Kreuzburg (Ostpr.), Landsberg (Ostpr.) e Preußisch Eylau, 112 comuni e 2 Gutsbezirk.